# Varelserna
Varelserna, på franska Les créatures, är en svensk-fransk film från 1966, regisserad av Agnes Varda. I huvudrollerna ses Michel Piccoli och Catherine Deneuve.
Filmen producerades inom ramen för det svensk-franska samproduktionsavtalet som tecknades 1965 och från Sverige deltog Sandrew Film & Teater AB. Eva Dahlbeck spelar hotellföreståndare och Britta Pettersson hade en mindre roll. Filmen utspelar sig på ön Noirmoutier i Vendée på den franska västkusten.

## Roller i urval
- Michel Piccoli - författaren Edgar Piccoli, gift med Mylène
- Catherine Deneuve - Mylène Piccoli, hustru till Edgar
- Eva Dahlbeck - Michele Quollec, hotellföreståndare
- Lucien Bodard - Ducasse, ingenjör
- Bernard Lajarrige - Doktor Destau, i ett förhållande med Michele Quollec
- Jeanne Allard - Henriette, affärsföreståndare
- Marie-France Mignal - Viviane Quollec
- Nino Castelnuovo - Jean, elektriker
- Pierre Danny - Max Picot, lakansförsäljare
- Louis Falavigna - Pierre Roland, lakansförsäljare

## Kritik i urval
| ”                                                           | [...] Men Agnes Varda har alltså inte lyckats förmedla den här berättelsen så som den kunde förmedlas. Där det skulle varit tvetydigheter och lömska glidningar mellan illusion och verklighet blir det nu bara kaos och förvirring. Hon har inte nått den distans till sitt eget konstnärsskap som varit en förutsättning. Det visar sig också att hennes personinstruktion av så pass rutinerade artister som Michel Piccoli och Eva Dahlbeck sviktar betänkligt; deras karaktärer förlorar sig i vaga antydningar. | „ |
| – Carl-Henrik Svenstedt, Svenska Dagbladet, 2 februari 1966 | |   |